# Шандор Милер
Шандор Милер (мађ. Sándor Müller Smich; Будимпешта, 21. септембар 1948 — 3. април 2024) био је мађарски фудбалер који је играо на позицији везног играча.

## Каријера

### Клуб
Рођен у Будимпешти, Милер је играо клупски фудбал у Мађарској, Белгији, Шпанији и Аустрији за ФК Трећи округ ТВЕ, Вашаш, Антверпен, Еркулес и ФК Леополдштадт.

### Репрезентација
Такође је одиграо 17 утакмица за национални тим Мађарске у периоду од 1970. до 1982. године , представљајући их на Светском првенству у фудбалу 1982. године.

## Достигнућа
Вашаш
- Прва лига Мађарске у фудбалу: 
  - шампион: 1976/77
- Куп Мађарске у фудбалу:
  - првак: 1972/73, 1980/81
- Митропа куп:
  - првак: 1970,